# AZS AWF Biała Podlaska (piłka ręczna)

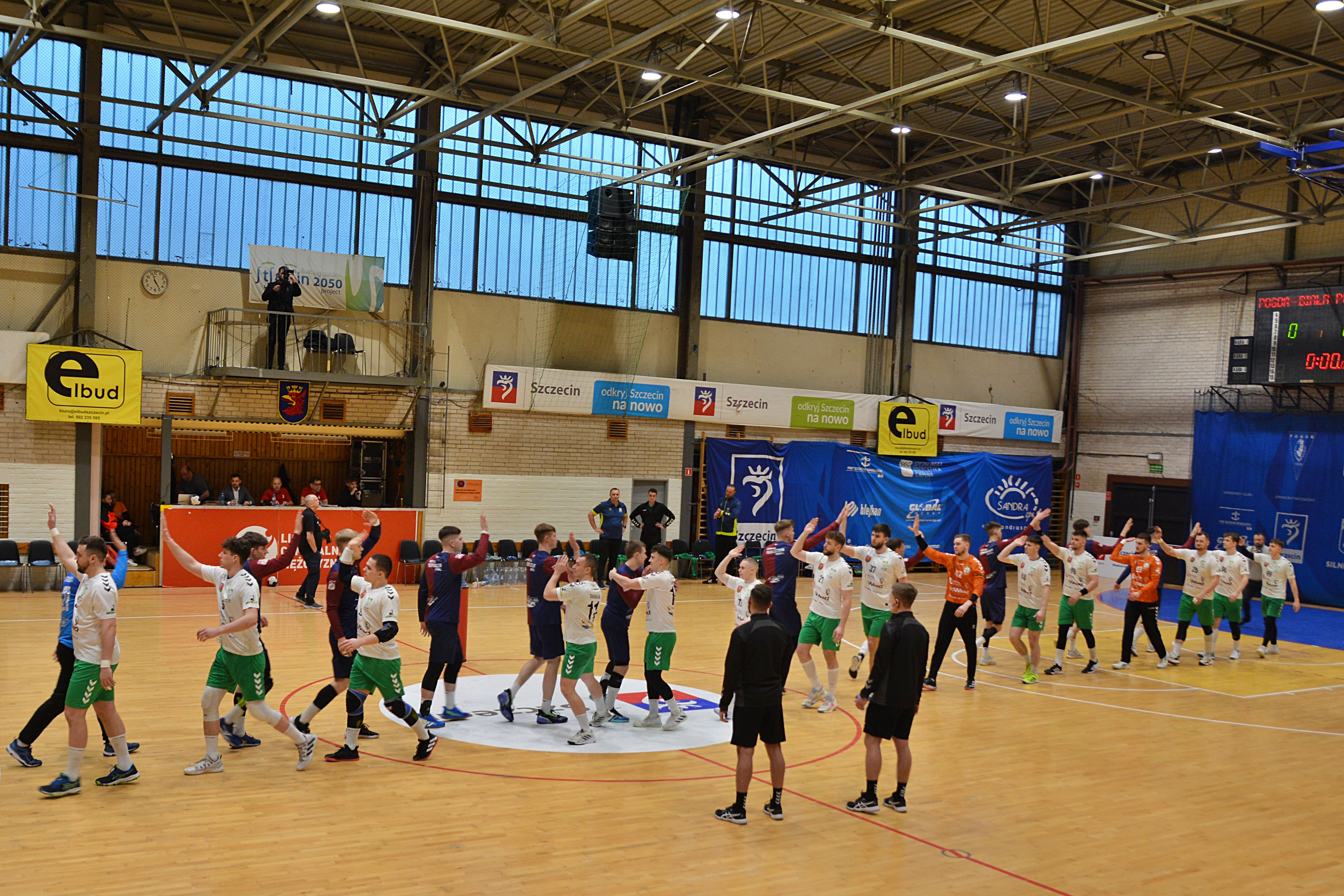
Przywitanie drużyn podczas meczu Sandra Spa Pogoń Szczecin - AZS AWF Biała Podlaska (biało-zielone stroje) - 17.02.2024

AZS AWF Biała Podlaska – polski klub piłki ręcznej mężczyzn z siedzibą w Białej Podlaskiej, założony w 1986, jako sekcja szczypiorniaka wielosekcyjnego AZS AWF Biała Podlaska.

## Osiągnięcia
- Ekstraklasa:
  - 1998/1999
  - 1999/2000
  - 2000/2001
  - 2003/2004 – 11. miejsce (spadek)
- Akademickie Mistrzostwa Polski:
  - 1. miejsce – 1996, 1997, 1998, 1999, 2000, 2002, 2003, 2012
  - 2. miejsce – 2001, 2006
  - 3. miejsce – 2005, 2007, 2010
  - 4. miejsce – 2008
  - 5. miejsce – 2004.
- Mistrzostwa Polski Szkół Wyższych:
  - 1. miejsce – 2007.
- Mistrzostwa Polski Juniorów:
  - 3. miejsce – 2003 (Biała Podlaska).
- Udział w turniejach finałowych Pucharu Polski:
  - 1998 – Biała Podlaska
  - 1999 – Płock
  - 2000 – Kielce

## Kadra zawodnicza na sezon 2020/2021
| Obecna Kadra | Obecna Kadra        | Obecna Kadra | Obecna Kadra   | Obecna Kadra                         |
| Nr           | Nazwisko            | Nar          | Data urodzenia | Poprzedni klub                       |
| Bramkarze    | Bramkarze           | Bramkarze    | Bramkarze      | Bramkarze                            |
| ------------ | ------------------- | ------------ | -------------- | ------------------------------------ |
| 1            | Łukasz Adamiuk      | Polska       | 22-02-1991     | UKS Kraszak Biała Podlaska           |
| 16           | Krzysztof Kozłowski | Polska       | 05-02-1997     | MUKS Czarni Regimin                  |
| 33           | Hubert Niedzielski  | Polska       | 19-09-2001     | UKS Olimpia Biała Podlaska           |
| 99           | Krzysztof Ostrowski | Polska       | 16-04-1999     | UKS Anilana Łódź                     |
| Skrzydłowi   |                     |              |                |                                      |
| 4            | Norbert Maksymczuk  | Polska       | 12-06-1998     | KS Szczypiorniak Dąbrowa Białostocka |
| 6            | Przemysław Urbaniak | Polska       | 10-08-1998     | KS Azoty-Puławy S.A.                 |
| 7            | Bartosz Ziółkowski  | Polska       | 16-01-1997     | KPR Legionowo                        |
| 17           | Bartłomiej Mazur    | Polska       | 10-04-2000     | KS Łomża Vive Kielce                 |
| 25           | Michał Banaś        | Polska       | 16-04-1997     | KS Łomża Vive Kielce                 |
| Rozgrywający |                     |              |                |                                      |
| 2            | Daniel Kobyliński   | Polska       | 15-05-2001     | UKS Olimpia Biała Podlaska           |
| 5            | Leon Łazarczyk      | Polska       | 28-07-1999     | SMS ZPRP Gdańsk                      |
| 8            | Jakub Tarasiuk      | Polska       | 11-07-2001     | UKS Olimpia Biała Podlaska           |
| 9            | Patryk Niedzielenko | Polska       | 08-11-1999     | SMS ZPRP Gdańsk                      |
| 10           | Jakub Polok         | Polska       | 26-03-2001     | UKS Olimpia Biała Podlaska           |
| 13           | Marcin Stefaniec    | Polska       | 12-04-1994     | KS Łomża Vive Kielce                 |
| 21           | Kamil Kozycz        | Polska       | 21-03-2000     | SMS ZPRP Gdańsk                      |
| 24           | Michał Bekisz       | Polska       | 03-07-1997     | KPR Legionowo                        |
| Obrotowi     |                     |              |                |                                      |
| 26           | Łukasz Kondora      | Polska       | 30-03-1983     | SPR Chrobry Głogów                   |
| 27           | Pavel Darafeyeu     | Białoruś     | 28-01-1997     | Saint Petersburg HC                  |

## Rozgrywki ligowe
| AZS AWF Biała Podlaska w rozgrywkach ligowych | AZS AWF Biała Podlaska w rozgrywkach ligowych                                                       | AZS AWF Biała Podlaska w rozgrywkach ligowych | AZS AWF Biała Podlaska w rozgrywkach ligowych | AZS AWF Biała Podlaska w rozgrywkach ligowych | AZS AWF Biała Podlaska w rozgrywkach ligowych | AZS AWF Biała Podlaska w rozgrywkach ligowych | AZS AWF Biała Podlaska w rozgrywkach ligowych | AZS AWF Biała Podlaska w rozgrywkach ligowych | AZS AWF Biała Podlaska w rozgrywkach ligowych            |
| Sezon | Liga                                                                                                | Lokata                                        | Zw.                                           | Rem.                                          | Por.                                          | + zb                                          | – sb                                          | Pkt.                                          | Uwagi                                                    |
| --- | --------------------------------------------------------------------------------------------------- | --------------------------------------------- | --------------------------------------------- | --------------------------------------------- | --------------------------------------------- | --------------------------------------------- | --------------------------------------------- | --------------------------------------------- | -------------------------------------------------------- |
| 2019/2020 | I liga                                                                                              | 5                                             | 10                                            | 0                                             | 5                                             | 448                                           | 408                                           | 30                                            | Sezon zakończony z wynikami 15 kolejek z powodu COVID-19 |
| 2018/2019 | I liga                                                                                              | 3                                             | 17                                            | 1                                             | 4                                             | 716                                           | 585                                           | 53                                            |                                                          |
| 2017/2018 | I liga                                                                                              | 2                                             | 22                                            | 0                                             | 6                                             | 872                                           | 729                                           | 66                                            |                                                          |
| 2016/2017 | I liga                                                                                              | 9                                             | 10                                            | 2                                             | 14                                            | 706                                           | 711                                           | 22                                            |                                                          |
| 2015/2016 | II liga                                                                                             | 1                                             | 23                                            | 0                                             | 3                                             | 781                                           | 557                                           | 46                                            | awans do I ligi                                          |
| 2014/2015 | I liga                                                                                              | 14                                            | 3                                             | 1                                             | 22                                            | 663                                           | 799                                           | 7                                             | spadek do II ligi                                        |
| 2013/2014 | II liga                                                                                             | 1                                             | 21                                            | 0                                             | 1                                             | 724                                           | 517                                           | 42                                            | awans do I ligi                                          |
| 2012/2013 | I liga                                                                                              | 14                                            | 4                                             | 2                                             | 20                                            | 704                                           | 811                                           | 10                                            | spadek do II ligi                                        |
| 2011/2012 | I liga                                                                                              | 11                                            | 5                                             | 1                                             | 16                                            | 585                                           | 659                                           | 11                                            | awans do I ligi                                          |
| 2010/2011 | II liga                                                                                             | 2                                             | 16                                            | 1                                             | 1                                             | 560                                           | 419                                           | 33                                            | awans do I ligi poprzez baraże                           |
| 2009/2010 | I liga                                                                                              | 12                                            | 4                                             | 0                                             | 18                                            | 589                                           | 712                                           | 8                                             | spadek do II ligi                                        |
| 2008/2009 | I liga                                                                                              | 10                                            | 6                                             | 3                                             | 13                                            | 610                                           | 664                                           | 15                                            | utrzymanie poprzez baraże                                |
| 2007/2008 | I liga                                                                                              | 8                                             | 8                                             | 1                                             | 13                                            | 661                                           | 670                                           | 17                                            |                                                          |
| 2006/2007 | I liga                                                                                              | 4                                             | 9                                             | 4                                             | 9                                             | 628                                           | 625                                           | 22                                            |                                                          |
| 2005/2006 | I liga                                                                                              | 5                                             | 12                                            | 2                                             | 10                                            | 743                                           | 749                                           | 26                                            |                                                          |
| 2004/2005 | I liga                                                                                              | 10                                            | 7                                             | 1                                             | 14                                            | 664                                           | 739                                           | 15                                            | utrzymanie przez baraże                                  |
| 2003/2004 | Ekstraklasa                                                                                         | 11                                            | 4                                             | 1                                             | 27                                            | 829                                           | 1106                                          | 9                                             | spadek do I ligi                                         |
| 2002/2003 | I liga                                                                                              | 2                                             | 16                                            | 2                                             | 8                                             | 648                                           | 593                                           | 34                                            | awans do ekstraklasy                                     |
| 2001/2002 | I liga                                                                                              | 5                                             | 10                                            | 4                                             | 12                                            | 670                                           | 647                                           | 24                                            |                                                          |
| 2000/2001 | Ekstraklasa                                                                                         | 12                                            | 4                                             | 2                                             | 26                                            | 774                                           | 887                                           | 10                                            | spadek do I ligi                                         |
| 1999/2000 | Ekstraklasa                                                                                         | 7                                             | 16                                            | 3                                             | 13                                            | 797                                           | 747                                           | 35                                            |                                                          |
| 1998/1999 | Ekstraklasa                                                                                         | 7                                             | 20                                            | 8                                             | 16                                            | 1078                                          | 1033                                          | 44                                            |                                                          |
| 1997/1998 | I liga                                                                                              | 1                                             | 17                                            | 2                                             | 3                                             | 660                                           | 511                                           | 36                                            | awans do ekstraklasy                                     |
| 1996/1997 | I liga                                                                                              | 5                                             | 10                                            | 1                                             | 7                                             | 468                                           | 440                                           | 21                                            |                                                          |
| 1995/1996 | I liga                                                                                              | 4                                             | 8                                             | 3                                             | 7                                             | 420                                           | 421                                           | 19                                            |                                                          |
| 1994/1995 | I liga                                                                                              | 5                                             | 7                                             | 2                                             | 9                                             | 403                                           | 431                                           | 16                                            |                                                          |
| 1993/1994 | I liga                                                                                              | 7                                             | 7                                             | 1                                             | 10                                            | 395                                           | 450                                           | 15                                            |                                                          |
| 1992/1993 | I liga                                                                                              | 7                                             | 7                                             | 2                                             | 9                                             | 416                                           | 416                                           | 16                                            |                                                          |
| 1991/1992 | I liga                                                                                              | 7                                             | 6                                             | 1                                             | 13                                            | 493                                           | 547                                           | 13                                            |                                                          |
| 1990/1991 | II liga                                                                                             | 1                                             | b.d.                                          |                                               |                                               |                                               |                                               |                                               |                                                          |
| 1989/1990 | II liga                                                                                             | 5                                             | b.d.                                          |                                               |                                               |                                               |                                               |                                               |                                                          |
| 1988/1989 | II liga                                                                                             | 2                                             | b.d.                                          |                                               |                                               |                                               |                                               |                                               |                                                          |
| 1987/1988 | II liga                                                                                             | 8                                             | b.d.                                          |                                               |                                               |                                               |                                               |                                               |                                                          |
| 1986/1987 | II liga                                                                                             | 7                                             | b.d.                                          |                                               |                                               |                                               |                                               |                                               |                                                          |
| \| Legenda \| Legenda \| \| --------------------------------------------------------------------------------------------------------------------- \| --------------------------------------------------------------------------------------------------- \| \| Lokata \| w nawiasie pozycja po rundzie zasadniczej (jeżeli po niej następował turniej play-off lub play-out) \| \| Zw. \| zwycięstwa \| \| Rem. \| remisy \| \| Por. \| porażki \| \| + zb \| zdobyte bramki \| \| – sb \| stracone bramki \| \| Pkt \| punkty zdobyte w rundzie zasadniczej \| \| b.d. \| brak danych – niekompletne źródło \| \| Rubryki Zw, Rem, Por, + zb i – sb uwzględniają zarówno rundę zasadniczą, jak i ewentualną fazę play-off lub play-out. \| \| | |                                               |                                               |                                               |                                               |                                               |                                               |                                               |                                                          |
| Legenda | |                                               |                                               |                                               |                                               |                                               |                                               |                                               |                                                          |
| Lokata | w nawiasie pozycja po rundzie zasadniczej (jeżeli po niej następował turniej play-off lub play-out) |                                               |                                               |                                               |                                               |                                               |                                               |                                               |                                                          |
| Zw. | zwycięstwa                                                                                          |                                               |                                               |                                               |                                               |                                               |                                               |                                               |                                                          |
| Rem. | remisy                                                                                              |                                               |                                               |                                               |                                               |                                               |                                               |                                               |                                                          |
| Por. | porażki                                                                                             |                                               |                                               |                                               |                                               |                                               |                                               |                                               |                                                          |
| + zb | zdobyte bramki                                                                                      |                                               |                                               |                                               |                                               |                                               |                                               |                                               |                                                          |
| – sb | stracone bramki                                                                                     |                                               |                                               |                                               |                                               |                                               |                                               |                                               |                                                          |
| Pkt | punkty zdobyte w rundzie zasadniczej                                                                |                                               |                                               |                                               |                                               |                                               |                                               |                                               |                                                          |
| b.d. | brak danych – niekompletne źródło                                                                   |                                               |                                               |                                               |                                               |                                               |                                               |                                               |                                                          |
| Rubryki Zw, Rem, Por, + zb i – sb uwzględniają zarówno rundę zasadniczą, jak i ewentualną fazę play-off lub play-out. | |                                               |                                               |                                               |                                               |                                               |                                               |                                               |                                                          |